# 3617 Eicher
3617 Eicher (1984 LJ) là một tiểu hành tinh vành đai chính được phát hiện ngày 2 tháng 6 năm 1984 bởi Skiff, B. A. ở Flagstaff (AM).